# Meroglossa modesta
Meroglossa modesta är en biart som beskrevs av Houston 1975. Meroglossa modesta ingår i släktet Meroglossa och familjen korttungebin. Inga underarter finns listade i Catalogue of Life.

## Bildgalleri

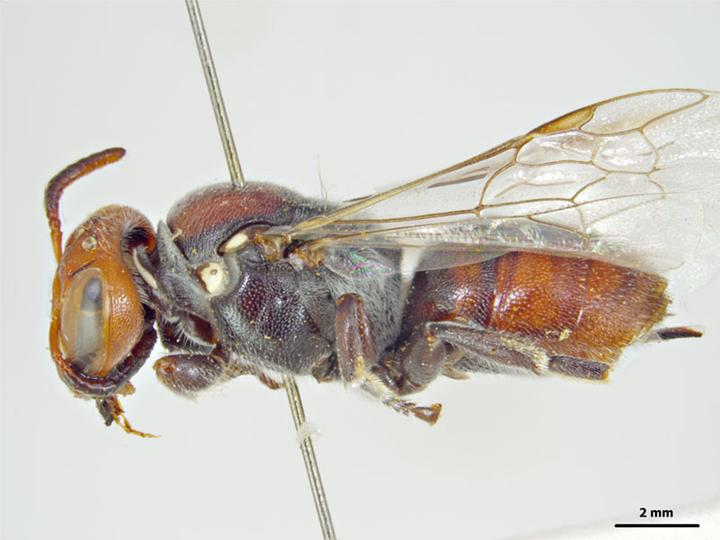
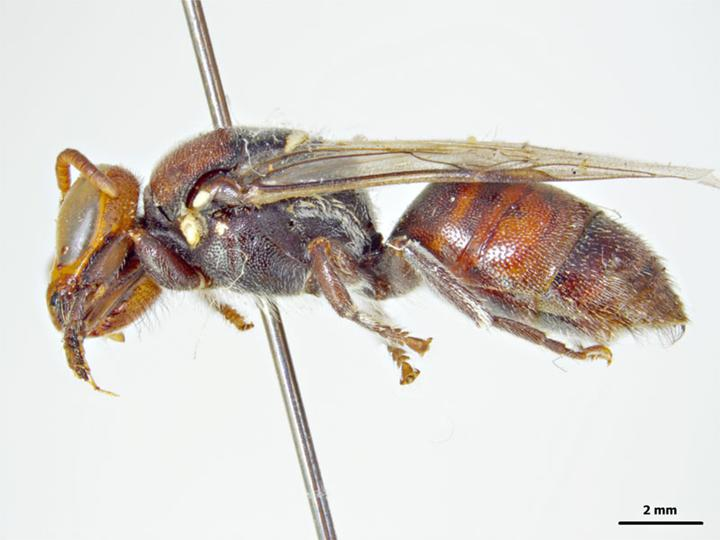